# The Rhapsody Tour
The Rhapsody Tour war eine weltweite Konzerttour der britischen Rockband Queen und des amerikanischen Sängers Adam Lambert. Die Tour wurde nach dem Erfolg des Biopicfilms Bohemian Rhapsody angekündigt. Sie markiert den dritten Besuch der Gruppe in Nordamerika und Ozeanien nach ihren Auftritten dort 2014, als Teil der Queen + Adam Lambert Tour 2014–2015 und 2017 und 2018, als Teil der Queen + Adam Lambert Tour 2017–2018. Die Konzerte in Nordamerika waren bereits im April 2019 ausverkauft. Der Nordamerika-Teil der Tour begann am 10. Juli 2019 in Vancouver, Kanada in der Rogers Arena und zog sich weiter durch den ganzen Kontinent, bis zu der seiner letzten Show im Spectrum Center in Charlotte (North Carolina) am 23. August 2019.

## Hintergrund
Nachdem sie 2009 zusammen mit den beiden American Idol Finalisten Kris Allen und Adam Lambert im Finale der Staffel aufgetreten sind, machten sich die bestehenden Queen-Mitglieder Brian May und Roger Taylor um die Zukunft der Band, nachdem sie sich von ihrem vorherigen Tourpartner Paul Rodgers getrennt haben. Zwei Jahre später, bei den MTV Europe Music Awards 2011, erhielt Queen den Global Icon Award und spielten im Zuge dessen ein kleines Set mit Lambert, was in einer überwältigend positiven Reaktion resultierte. Die Spekulationen von verschiedenen Seiten bestätigten sich, als die drei 2012 eine kleine Sommertour durch Europa ankündigten, mit drei Auftritten im Hammersmith Apollo in London und weiteren Auftritten in der Ukraine, Russland und Polen. Wie auch schon bei der Kollaboration mit Paul Rodgers, entschied sich John Deacon nicht teilzunehmen.

## Setlisten
1. „Innuendo“ (Video Intro)
2. „Now I’m Here“
3. „Seven Seas of Rhye“
4. „Keep Yourself Alive“
5. „Hammer to Fall“
6. „Killer Queen“
7. „Don’t Stop Me Now“
8. „In The Lap of The Gods … Revisited“ (nicht gespielt am 31. Juli und am 3. August; Position getauscht mit „Somebody to Love“ vom 9. bis zum 23. August)
9. „Somebody to Love“ (Position getauscht mit „In The Lap of The Gods … Revisited“ vom 9. bis zum 23. August)
10. „I’m in Love with My Car“
11. „Bicycle Race“ (nicht gespielt am 4. August)
12. „Another One Bites the Dust“ (Position getauscht mit „Fat Bottomed Girls“ vom 10. bis zum 20. Juli)
13. „One Vision“ (einmalig gespielt am 10. Juli)
14. „Machines (or Back to Humans)“ (Wurde bis zum 13. August gespielt, aber schon am 9. und 10. August ausgelassen)
15. „I Want It All“ (Position getauscht mit „Radio Ga Ga“ vom 10. bis zum 14. Juli)
16. „Love of My Life“
17. „’39“
18. „Doing All Right“
19. „Crazy Little Thing Called Love“
20. „Under Pressure“
21. „Dragon Attack“ (Ausgelassen vom 23. Juli bis zum 13. August; nach „Tie Your Mother Down“ gespielt vom 10. bis zum 20. Juli)
22. „I Want to Break Free“
23. „Who Wants to Live Forever“ (mit dem Intro von „You Take My Breath Away“ auf Band)
24. „Gitarren Solo“ (enthält den 2. Satz von der 9. Sinfonie von Dvorak)
25. „Tie Your Mother Down“
26. „The Show Must Go On“ (Vor „I'm In Love With My Car“ gespielt vom 10. Juli bis zum 7. August und wurde am 9. August als Zugabe vor „We Will Rock You“ gespielt)
27. „Fat Bottomed Girls“ (Position getauscht mit „Another One Bites The Dust“ vom 10. bis zum 20. Juli)
28. „Radio Ga Ga“ (Position getauscht mit „I Want It All“ vom 10. bis zum 14. Juli)
29. „Bohemian Rhapsody“

Zugabe:
1. „Ay-Oh“ (von „Queen at Wembley“)
2. „We Will Rock You“
3. „We Are the Champions“
4. „God Save the Queen“ (vom Band)

1. „Innuendo“ (Video Intro)
2. „Now I’m Here“
3. „Seven Seas of Rhye“
4. „Keep Yourself Alive“
5. „Hammer to Fall“
6. „Killer Queen“
7. „Don’t Stop Me Now“
8. „Somebody to Love“
9. „In The Lap of The Gods … Revisited“
10. „I’m in Love with My Car“
11. „Bicycle Race“
12. „Another One Bites the Dust“
13. „I Want It All“
14. „Teo Torriatte (Let Us Cling Together)“ (Nur in Japan)
15. „Love of My Life“
16. „’39“
17. "Doing All Right
18. „Crazy Little Thing Called Love“
19. „Under Pressure“
20. „Dragon Attack“
21. „I Was Born To Love You“ (Nur in Japan; am 25. Januar vor „Radio Ga Ga“ Gespielt)
22. „I Want to Break Free“
23. „Who Wants to Live Forever“ (mit dem Intro von „You Take My Breath Away“ auf Band)
24. „Gitarren Solo“ (enthält den 2. Satz von der 9. Sinfonie von Dvorak)
25. „Tie Your Mother Down“
26. „The Show Must Go On“
27. „Fat Bottomed Girls“ (Nur in Südkorea)
28. „Radio Ga Ga“
29. „Bohemian Rhapsody“

Zugabe:
1. „Ay-Oh“ (von „Queen at Wembley“)
2. „We Will Rock You“
3. „We Are the Champions“
4. „God Save the Queen“ (vom Band)

1. „Innuendo“ (Video Intro)
2. „Now I’m Here“
3. „Seven Seas of Rhye“
4. „Keep Yourself Alive“
5. „Hammer to Fall“
6. „Somebody to Love“ (Nach „Don't Stop Me Now“ gespielt am 5. und 7. Februar und vor „I Want To Break Free“ am 10. und 13. Februar)
7. „Killer Queen“
8. „Don’t Stop Me Now“
9. „In The Lap of The Gods … Revisited“
10. „I’m in Love with My Car“ (Nicht gespielt am 20. Februar)
11. „Bicycle Race“
12. „Fat Bottomed Girls“
13. „Another One Bites the Dust“
14. „I Want It All“
15. „Love of My Life“
16. „’39“
17. „Doing All Right“ (Nicht gespielt am 20. Februar)
18. „Crazy Little Thing Called Love“
19. „Under Pressure“
20. „Dragon Attack“
21. „I Was Born To Love You“ (Gespielt am 5. und 7. Februar)
22. „Whole Lotta Love“ (Gespielt ab dem 10. Februar)
23. „Heartbreak Hotel“ (Gespielt ab dem 13. Februar)
24. „I Want to Break Free“
25. „Who Wants to Live Forever“ (mit dem Intro von „You Take My Breath Away“ auf Band)
26. „Gitarren Solo“ (enthält den 2. Satz von der 9. Sinfonie von Dvorak)
27. „Tie Your Mother Down“
28. „The Show Must Go On“
29. „Radio Ga Ga“
30. „Bohemian Rhapsody“

Zugabe:
1. „Ay-Oh“ (von „Queen at Wembley“)
2. „We Will Rock You“
3. "We Are the Champions
4. „God Save the Queen“ (vom Band)

## Tour-Daten
| Datum                | Stadt                | Land                 | Ort                          | Besucherzahl         | Einkommen            |
| Teil 1 – Nordamerika | Teil 1 – Nordamerika | Teil 1 – Nordamerika | Teil 1 – Nordamerika         | Teil 1 – Nordamerika | Teil 1 – Nordamerika |
| -------------------- | -------------------- | -------------------- | ---------------------------- | -------------------- | -------------------- |
| 10. Juli 2019        | Vancouver            | Kanada               | Rogers Arena                 | -                    | -                    |
| 12. Juli 2019        | Tacoma               | Vereinigte Staaten   | Tacoma Dome                  | 19.147               | 1.939.777 $          |
| 14. Juli 2019        | San José             | Vereinigte Staaten   | SAP Center                   | 15.060               | 1.666.617 $          |
| 16. Juli 2019        | Phoenix              | Vereinigte Staaten   | Talking Stick Resort Arena   | -                    | -                    |
| 19. Juli 2019        | Inglewood            | Vereinigte Staaten   | The Forum                    | 29.373               | 4.301.412 $          |
| 20. Juli 2019        | Inglewood            | Vereinigte Staaten   | The Forum                    | 29.373               | 4.301.412 $          |
| 23. Juli 2019        | Dallas               | Vereinigte Staaten   | American Airlines Center     | 13.800               | 1.780.047 $          |
| 24. Juli 2019        | Houston              | Vereinigte Staaten   | Toyota Center                | 12.653               | 1.655.322 $          |
| 27. Juli 2019        | Detroit              | Vereinigte Staaten   | Little Caesars Arena         | -                    | -                    |
| 28. Juli 2019        | Toronto              | Kanada               | Scotiabank Arena             | 15.728               | 1.851.420 $          |
| 30. Juli 2019        | Washington, D.C.     | Vereinigte Staaten   | Capital One Arena            | 14.950               | 1.799.215 $          |
| 31. Juli 2019        | Pittsburgh           | Vereinigte Staaten   | PPG Paints Arena             | 14.280               | 1.589.318 $          |
| 03. August 2019      | Philadelphia         | Vereinigte Staaten   | Wells Fargo Center           | 15.422               | 1.949.987 $          |
| 04. August 2019      | Mansfield            | Vereinigte Staaten   | Xfinity Center (Mansfield)   | -                    | -                    |
| 06. August 2019      | New York City        | Vereinigte Staaten   | Madison Square Garden        | 29.622               | 4.148.957 $          |
| 07. August 2019      | New York City        | Vereinigte Staaten   | Madison Square Garden        | 29.622               | 4.148.957 $          |
| 09. August 2019      | Chicago              | Vereinigte Staaten   | United Center                | 16.108               | 2.089.002 $          |
| 10. August 2019      | Saint Paul           | Vereinigte Staaten   | Xcel Energy Center           | -                    | -                    |
| 13. August 2019      | Columbus             | Vereinigte Staaten   | Nationwide Arena             | 14.294               | 1.566.927 $          |
| 15. August 2019      | Nashville            | Vereinigte Staaten   | Bridgestone Arena            | 14.169               | 1.626.022 $          |
| 17. August 2019      | Sunrise              | Vereinigte Staaten   | BB&T Center                  | 14.325               | 1.782.692 $          |
| 18. August 2019      | Tampa                | Vereinigte Staaten   | Amalie Arena                 | 14.558               | 1.697.316 $          |
| 20. August 2019      | New Orleans          | Vereinigte Staaten   | Smoothie King Center         | 13.741               | 1.706.957 $          |
| 22. August 2019      | Atlanta              | Vereinigte Staaten   | State Farm Arena             | 13.282               | 1.420.837 $          |
| 23. August 2019      | Charlotte            | Vereinigte Staaten   | Spectrum Center              | 14.597               | 1.768.254 $          |
| Teil 2 – Asien       |                      |                      |                              |                      |                      |
| 18. Januar 2020      | Seoul                | Südkorea             | Gocheok Sky Dome             | -                    | -                    |
| 19. Januar 2020      | Seoul                | Südkorea             | Gocheok Sky Dome             | -                    | -                    |
| 25. Januar 2020      | Saitama              | Japan                | Saitama Super Arena          | -                    | -                    |
| 26. Januar 2020      | Saitama              | Japan                | Saitama Super Arena          | -                    | -                    |
| 28. Januar 2020      | Osaka                | Japan                | Kyocera Dome                 | -                    | -                    |
| 30. Januar 2020      | Nagoya               | Japan                | Nagoya Dome                  | -                    | -                    |
| Teil 3 – Ozeanien    |                      |                      |                              |                      |                      |
| 05. Februar 2020     | Wellington           | Neusee- land         | Westpac Stadium              | 33.921               | 4.597.181 $          |
| 07. Februar 2020     | Auckland             | Neusee- land         | Mount Smart Stadium          | 27.357               | 3.715.732 $          |
| 10. Februar 2020     | Dunedin              | Neusee- land         | Forsyth Barr Stadium         | 28.919               | 3.712.779 $          |
| 13. Februar 2020     | Brisbane             | Australien           | Suncorp Stadium              | 40.337               | 4.899.923 $          |
| 15. Februar 2020     | Sydney               | Australien           | ANZ Stadium                  | 60.029               | 6.492.672 $          |
| 19. Februar 2020     | Melbourne            | Australien           | AAMI Park                    | 59.230               | 7.471.188 $          |
| 20. Februar 2020     | Melbourne            | Australien           | AAMI Park                    | 59.230               | 7.471.188 $          |
| 23. Februar 2020     | Perth                | Australien           | Optus Stadium                | 44.593               | 4.707.760 $          |
| 26. Februar 2020     | Adelaide             | Australien           | Adelaide Oval                | 42.484               | 4.436.072 $          |
| 29. Februar 2020     | Gold Coast           | Australien           | Metricon Stadium             | 39.607               | 4.536.677 $          |
| Teil 4 – Europa 1    |                      |                      |                              |                      |                      |
| 23. Mai 2021         | Bologna              | Italien              | Unipol Arena                 | -                    | -                    |
| 26. Mai 2021         | Paris                | Frankreich           | AccorHotels Arena            | -                    | -                    |
| 27. Mai 2021         | Antwerpen            | Belgien              | Sportpaleis                  | -                    | -                    |
| 29. Mai 2021         | Amsterdam            | Niederlande          | Ziggo Dome                   | -                    | -                    |
| 30. Mai 2021         | Amsterdam            | Niederlande          | Ziggo Dome                   | -                    | -                    |
| 01. Juni 2021        | London               | England              | The O2 Arena                 | -                    | -                    |
| 02. Juni 2021        | London               | England              | The O2 Arena                 | -                    | -                    |
| 04. Juni 2021        | London               | England              | The O2 Arena                 | -                    | -                    |
| 05. Juni 2021        | London               | England              | The O2 Arena                 | -                    | -                    |
| 07. Juni 2021        | London               | England              | The O2 Arena                 | -                    | -                    |
| 08. Juni 2021        | London               | England              | The O2 Arena                 | -                    | -                    |
| 10. Juni 2021        | Manchester           | England              | AO Arena                     | -                    | -                    |
| 11. Juni 2021        | Manchester           | England              | AO Arena                     | -                    | -                    |
| 13. Juni 2021        | Birmingham           | England              | Utilita Arena                | -                    | -                    |
| 14. Juni 2021        | Birmingham           | England              | Utilita Arena                | -                    | -                    |
| 16. Juni 2021        | London               | England              | The O2 Arena                 | -                    | -                    |
| 17. Juni 2021        | London               | England              | The O2 Arena                 | -                    | -                    |
| 19. Juni 2021        | London               | England              | The O2 Arena                 | -                    | -                    |
| 20. Juni 2021        | London               | England              | The O2 Arena                 | -                    | -                    |
| 24. Juni 2021        | Berlin               | Deutschland          | Mercedes-Benz Arena (Berlin) | -                    | -                    |
| 26. Juni 2021        | Köln                 | Deutschland          | Lanxess Arena                | -                    | -                    |
| 28. Juni 2021        | Zürich               | Schweiz              | Hallenstadion                | -                    | -                    |
| 29. Juni 2021        | München              | Deutschland          | Olympiahalle                 | -                    | -                    |
| 01. Juli 2021        | Kopenhagen           | Dänemark             | Royal Arena                  | -                    | -                    |
| 02. Juli 2021        | Kopenhagen           | Dänemark             | Royal Arena                  | -                    | -                    |
| 06. Juli 2021        | Madrid               | Spanien              | WiZink Center                | -                    | -                    |
| 07. Juli 2021        | Madrid               | Spanien              | WiZink Center                | -                    | -                    |
| TOTAL                | TOTAL                | TOTAL                | TOTAL                        | 669.806              | 80.910.063$          |

### Zusätzliche Daten
| Datum              | Stadt         | Land               | Ort                        | Anmerkungen |
| ------------------ | ------------- | ------------------ | -------------------------- | --- |
| 17. Juli 2019      | Las Vegas     | Vereinigte Staaten | Las Vegas Festival Grounds | Privat Konzert für die Teilnehmer der Microsoft Inspire Konferenz Setliste 1. „Innuendo“ (Video Intro) 2. „Now I’m Here“ 3. „Hammer to Fall“ 4. „Killer Queen“ 5. „Don’t Stop Me Now“ 6. „Somebody to Love“ 7. „The Show Must Go On (Queen-Lied)“ 8. „I’m in Love with My Car“ 9. „Fat Bottomed Girls“ 10. „I Want It All“ 11. „Love of My Life“ 12. „’39“ 13. „Doing All Right“ 14. „Crazy Little Thing Called Love“ 15. „Under Pressure“ 16. „I Want to Break Free“ 17. „Who Wants to Live Forever“ 18. „Dragon Attack“ 19. „Another One Bites the Dust“ 20. „Radio Ga Ga“ 21. „Bohemian Rhapsody“ Zugabe: 1. „Ay-Oh“ (von „Queen at Wembley“) 2. „We Will Rock You“ 3. „We Are the Champions“ 4. „God Save the Queen“ (vom Band) |
| 28. September 2019 | New York City | Vereinigte Staaten | Central Park               | Teil des Global Citizen Festivals Setliste 1. „Now I’m Here“ 2. „Don’t Stop Me Now“ 3. „Somebody to Love“ 4. „Another One Bites the Dust“ 5. „I Want It All“ 6. „Love of My Life“ 7. „Crazy Little Thing Called Love“ 8. „Under Pressure“ 9. „Who Wants to Live Forever“ 10. „Radio Ga Ga“ 11. „Bohemian Rhapsody“ Zugabe: 1. „Ay-Oh“ (von „Queen at Wembley“) 2. „We Will Rock You“ 3. „We Are the Champions“ 4. „God Save the Queen“ (vom Band) |
| 16. Februar 2020   | Sydney        | Australien         | ANZ Stadium                | Teil des Fire Fight Australia Benefiz-Konzerts Setliste 1. „Bohemian Rhapsody“ 2. „Radio Ga Ga“ 3. „Hammer to Fall“ 4. „Ay-Oh“ (von Live Aid) 5. „Crazy Little Thing Called Love“ 6. „We Will Rock You“ 7. „We Are the Champions“ |

## Tour Band
- Brian May – E- und Akustikgitarren, Gesang
- Roger Taylor – Schlagzeug, Gesang
- Adam Lambert – Leadgesang
- Freddie Mercury – Gesang (vor-aufgenommen)

Zusätzliche Musiker:
- Spike Edney – Keyboards, Gesang
- Neil Fairclough – Bass, Gesang
- Tyler Warren – Percussions, zusätzliches Schlagzeug, Gesang